# تور فرویدنتال
تور فرویدنتال (آلمانی: Thor Freudenthal؛ زادهٔ ۲۰ اکتبر ۱۹۷۲ میلادی) یک کارگردان، و فیلم‌نامه‌نویس اهل آلمان است.
او در برلین بزرگ شد. بعدها برای تحصیل در مؤسسه هنرهای کالیفرنیا به کالیفرنیای جنوبی نقل مکان کرد. نخست به کارگردانی آثار انیمیشن مشغول شد و سه فیلم کوتاه، از جمله تِنور (به انگلیسی: The Tenor) را ساخت. وی همچنین در شرکت مؤسسه هنرهای کالیفرنیا در زمینه تولید جلوه‌های تصویری فیلم‌هایی مانند چابچابز، استوارت کوچولو و استوارت کوچولو ۲ به کار مشغول بود. در سال ۲۰۰۵ میلادی، فیلم کوتاه مُتل را کارگردانی کرد. این نخستین فیلم اوست که در آن از پویانمایی استفاده نشده است. در سال ۲۰۰۹ میلادی در همکاری با کمپانی دریم‌ورکس به عنوان کارگردان هتلی برای سگ‌ها حضور داشت. دفترچه خاطرات یک بی‌عرضه, بر اساس کتابی از جف کینی، از آثار اوست. کارگردان پرسی جکسون و المپ‌نشینان: دریای هیولاها محصول ۲۰۱۳ میلادی، فرویدنتال است.

## فیلم‌شناسی
| سال  | فیلم                                   | نقش                              |
| ---- | -------------------------------------- | -------------------------------- |
| ۱۹۹۴ | Mind the Gap                           | کارگردان، نویسنده                |
| ۱۹۹۶ | Monkey Business                        | کارگردان، نویسنده                |
| ۱۹۹۸ | The Tenor                              | کارگردان، نویسنده                |
| ۱۹۹۹ | استوارت کوچولو                         | تولید جلوه‌های تصویری             |
| ۲۰۰۲ | The ChubbChubbs!                       | طراح شخصیت‌ها، طراح فیلم‌نامهٔ مصور |
| ۲۰۰۲ | استوارت کوچولو ۲                       | طراح مفهومی                      |
| ۲۰۰۳ | عمارت متروکه                           | دستیار کارگردان                  |
| ۲۰۰۵ | متل                                    | کارگردان، نویسنده                |
| ۲۰۰۹ | هتلی برای سگ‌ها                         | کارگردان                         |
| ۲۰۱۰ | دفترچه خاطرات یک بی‌عرضه                | کارگردان، طراح فیلم‌نامهٔ مصور     |
| ۲۰۱۳ | پرسی جکسون و المپ‌نشینان: دریای هیولاها | کارگردان                         |